# Белима, Рубен
Рубен Белима Родригес (исп. Rubén Belima Rodrígue; 11 февраля 1992, Мостолес, Испания) — футболист, полузащитник клуба «СД Логроньес» и сборной Экваториальной Гвинеи.

## Клубная карьера
Рубен начал заниматься футболом в детской команде «Торревьеха» в 1999 году. Спустя 10 лет он дебютировал в составе основной команды, выступавшей в Терсере.
В 2009 году, проведя 7 матчей за «Торревьеху», Белима присоединился к молодёжной команде мадридского «Реала». В 2011 году полузащитник стал выступать за «Реал Мадрид C», вместе с которым, заняв второе место по итогам сезона 2011/12, получил право перейти из Терсеры в Сегунду B. С 2013 года играет за «Реал Мадрид Кастилья».

## Карьера в сборной
Отец Рубена родом из Баты, Экваториальная Гвинея. В августе 2013 полузащитник получил вызов в сборную на товарищеский матч со сборной Габона, однако игра не состоялся. 16 ноября 2013 Рубен принял участие в товарищеской встрече с испанской сборной, но матч не был признан ФИФА официальным. В мае 2014 года Рубен сыграл первый матч за национальную команду, который пришёлся на матч квалификации Кубка африканских наций 2015 против сборной Мавритании.
После объявления о переносе Кубка африканских наций 2015 из Марокко в Экваториальную Гвинею Белима был включён в заявку хозяев первенства.